# Vilis Krištopans
Vilis Krištopans, né le 13 juin 1954 dans l’oblast d’Omsk (URSS), est un homme d'État letton. Il est Premier ministre du 26 novembre 1998 au 16 juillet 1999. Il redevient député européen en 2024.

## Biographie

### Formation et vie professionnelle
Vilis Krištopans nait dans l’oblast d’Omsk, alors situé dans la république socialiste fédérative soviétique de Russie, en URSS. Son père, victime des déportations soviétiques, a en effet été exilé en Sibérie en 1949.
Vilis Krištopans suit des études à la faculté d’architecture et de construction, une composante de l’Institut polytechnique de Riga. Il entame également une carrière sportive comme joueur de basketball au sein du VEF Riga, comme joueur (1972-1981) puis comme entraîneur (1982-1989). Il devient par la suite homme d’affaires.

### Carrière politique
Membre du PCUS de 1980 à 1987, Vilis Krištopans adhère en 1993 au parti Voie lettone (LC), pour lequel il se présente la même année aux élections législatives et est élu. Toujours en 1993, il devient ministre du Revenu de l'État au sein du gouvernement de Valdis Birkavs, un poste qu’il occupe jusqu’en septembre 1994. Réélu député en 1995, il participe aux gouvernements d’Andris Šķēle en tant que ministre des Transports, de décembre 1995 à juillet 1997,. Des soupçons de corruptions amènent un conflit entre le Premier ministre et Vilis Krištopans, qui siège alors au sein de conseils d’administration de plusieurs entreprises, dont LatRosTrans, une entreprise gérant un oléoduc russo-letton, et la société financière Interbaltija. Vilis Krištopans démissionne mais récupère cependant le ministère des Transports sous le gouvernement de Guntars Krasts d’août 1997 à novembre 1998.
Il est réélu lors des élections législatives d’octobre 1998, qui voient la victoire du Parti populaire (TP). Celui-ci ne parvient pas à former une coalition de gouvernement, aussi c’est finalement une alliance rassemblant Voie lettone, Pour la patrie et la liberté/LNNK (TB/LNNK) et le Nouveau Parti (JP) qui arrive au pouvoir. Le 26 novembre, Vilis Krištopans est choisi pour diriger le gouvernement. Il parvient en outre à obtenir le soutien du Parti social-démocrate du travail letton en février 1999, en échange du ministère de l’Agriculture. Au même moment, le 10 février, la Lettonie devient membre de l’Organisation mondiale du commerce.
Un mois plus tard, le gouvernement fait face à la tenue de la Journée du Légionnaire, le 16 mars, qui célèbre la participation de volontaires lettons à la Waffen-SS durant la Seconde Guerre mondiale. Les militaires et à leur famille se voient interdire de prendre part à l’événement. Le gouvernement chute à la suite d'un accord de coopération signé entre TB/LNNK et le TP, et Vilis Krištopans cède sa place à Andra Šķēles le 12 juillet 1999. En 2000, il démissionne de son poste de député. Il revient toutefois en 2002, étant élu député sous l’étiquette de l’Union des Verts et des Paysans (ZZS). Il ne se représente pas à la fin de son mandat en 2006. 
Entre 2006 et 2021, il se consacre à ses activités professionnelles de chef d'entreprise et n'exerce plus de mandat politique. cependant, il fait son retour en politique en août 2021, lorsqu'il participe à la fondation du nouveau parti Lettonie d'abord, et est élu député de la 14e Saeima sous cette étiquette en 2022.
Il est ensuite élu député européen lors des élections européennes de 2024. Seul représentant de Lettonie d'abord au Parlement européen, il siège au sein du groupe d'extrême droite Patriotes pour l'Europe. 